# 东洋社会党
东洋社会党（日语：／）是日本历史上的一个平等主义和空想社会主义政党。1882年5月25日，樽井藤吉和赤松泰助等人在长崎县岛原建立该党。它是日本第一个以“社会党”命名的政党。其机关报为《半钟警报》。
樽井藤吉本人深受国学影响，持有泛亚主义思想，倡导道德的确立和自主平等，并以社会大众的最大福祉为宗旨，主张实现财产均等化。该党虽然只有少数成员，但将本部迁至松浦郡后，吸引了以当地农民为主的3000名支持者。此举引起明治政府的警惕，并于1882年6月20日以涉嫌策划共产主义革命为由下令解散。然而，樽井藤吉并未服从该命令，导致他在1883年1月因违反集会条例被判处禁锢刑，东洋社会党也被强制解散。